# Fori Imperiali (Roms tunnelbana)
Fori Imperiali är en station på Roms tunnelbanas Linea C. Stationen är uppkallad efter Fori Imperiali, det vill säga Kejserliga fora. Stationen är under byggnation (2017) med planerat färdigställande under 2020-talet.

## Kollektivtrafik
- Busshållplats för ATAC
- Spårvagnshållplats – Colosseo/Salvi, Roms spårväg, linje 3

## Omgivningar
- Kejserliga fora
- Colosseum
- Forum Romanum
- Konstantinbågen
- Santa Francesca Romana